# أنطوانيت نجيب
أنطوانيت نجيب (20 فبراير 1930 درعا -17 أغسطس 2022 دمشق)، ممثلة سورية.

## حياتها
بعد انتسابها للنقابة وانطلاقها في مجال السينما والأفلام، تابعت عملها في السينما حيث ظهرت عام 1973 في فيلمي شقة الحب وامرأة حائرة، كما انتقلت للعمل على الشاشة الصغيرة وشاركت في نفس العام في مسلسل صح النوم الشهير. في عام 1976، شاركت في فيلم الحب الحرام، وغابت بعدها عن الشاشة وابتعدت عن التمثيل لمدة ستة سنوات، عادت بعدها عام 1982، للعمل وظهرت في مسلسل السعد وعد. وشهدت الفترة اللاحقة لهذا المسلسل قلة في الأعمال، فبين عامي 1983 و1986، لم تظهر أنطوانيت نجيب إلا في عملين وحيدين وهما جلوة راكان وراعي الأوله.
ابتعدت أنطوانيت نجيب مرة أخرى عن الشاشة حتى عام 1992، حيث عادت للظهور في مسلسل الشريد بالإضافة للسهرة التلفزيونية تراب الزريعة. في عامي 1995 و1996، كثفت مشاركاتها التلفزيونية الدرامية، فكانت شخصياتها عديدة ومتنوعة، حيث ظهرت في مسلسلات شيمة، والخطوات الصعبة، والجوارح، كنا أصدقاء، القصاص، إخوة التراب، أيام الغضب والمحكوم.
بين عامي 1997 و2000، شاركت أنطوانيت نجيب في العديد من الأعمال التلفزيونية ومنها مسلسل حمام القيشاني الجزء الثاني والثالث، أوراق خريفية، فضاءات رمادية، عائلتي وأنا، حي المزار، دنيا، الفصول الأربعة الجزء الأول، الخوالي، ومرايا 2000. وبين عامي 2001 و2002، شاركت أنطوانيت نجيب في مسلسلات عندما يموت الحب، مغامرات صيفية، حمام القيشاني الجزء الرابع والفصول الأربعة الجزء الثاني.
عام 2003-2004، شاركت في مسلسلات قانون ولكن، الشمعة والدبوس، بيت العز، حكاية خريف ومرزوق على جميع الجبهات، بالإضافة إلى الفيلم القصير عن الحب. وفي عام 2005-2006 ظهرت في أعمال جديدة وشخصيات متنوعة لهذا العام ومن بينها فسحة سماوية، المحطة 30، صدى الروح، أهل الغرام الجزء الأول، وشاء الهوى، بالإضافة إلى السهرة التلفزيونية التي تحمل اسم دموع مرام. وتتابعت أعملها التلفزيونية حتى سنة 2020.
شاركت أنطوانيت نجيب في عدة مسرحيات وحظيت بشهرة واسعة في منتصف خمسينيات القرن العشرين، وذلك بعد تجسيدها العديد من الأدوار المسرحية  ونذكر منها حط بالخرج، شغلة فاينة، الأشجار تموت واقفة، سراديب الصنايعية، وسهرة مع أبو خليل القباني.

## حياتها الخاصة
تزوجت عام 1962 من الفنان يوسف شويري حتى وفاته في 2005.

## وفاتها
توفيّت أنطوانيت نجيب يوم 17 أغسطس 2022 عن عمر ناهز الثانية والتسعين. وكانت قبل ذلك قد تعرضت لأزمة صحية حيث أصيبت بفشل كلوي حاد، نجم عنه خضوعها بجلسات غسيل كلى.

## أعمالها الفنية

### من المسرحيات
- مسرحية حط بالخرج
- مسرحية شغلة فاينة
- مسرحية الأشجار تموت واقفة
- سراديب الصنايعية
- سهرة مع أبو خليل القباني

### من المسلسلات
- البقعة السوداء
- الاجتياح
- الدولاب
- الدبور
- أحلام لا تموت
- سفر
- اللوحة
- البيادر
- العروس
- الجوارح
- تل الرماد
- أيام الغضب
- إخوة التراب
- الرجل سين
- الفصول الأربعة
- حمام القيشاني
- الغريب والنهر
- الرجل سين
- أوراق خريفية
- الخوالي
- الشام العدية
- الدبور
- رياح الخماسين
- بواب الريح
- حمام شامي
- وردة شامية
- دنيا
- راعي الأوّله
- روزانا
- مبروك
- شارع شيكاغو

### من الأفلام
- الرابعة بتوقيت الفردوس
- عاريات بلا خطيئة

## روابط خارجية
- أنطوانيت نجيب على موقع IMDb (الإنجليزية)
- أنطوانيت نجيب على موقع قاعدة بيانات الأفلام العربية